# Georgi Kjosseiwanow

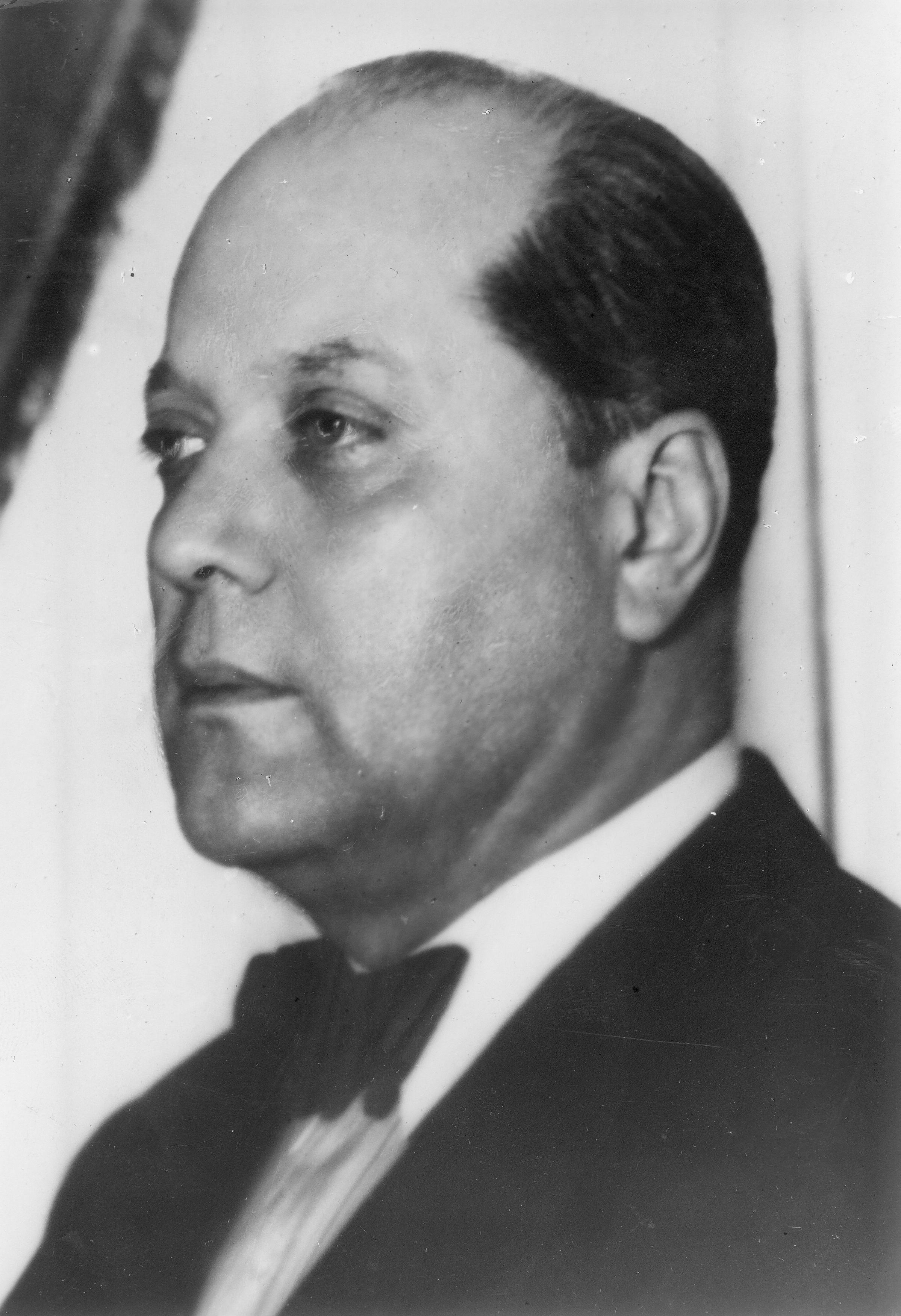
Georgi Kjosseiwanow

Georgi Iwanow Kjosseiwanow (auch Georgi Ivanov Kyoseivanov geschrieben, bulgarisch Георги Иванов Кьосеиванов; * 19. Januar 1884 in Peschtera; † 27. Juli 1960 in der Schweiz) war ein bulgarischer Politiker und Ministerpräsident.

## Biographie

### Studium und berufliche Laufbahn
Kjosseiwanow absolvierte ein Studium der Rechtswissenschaften in Paris, das er bereits 1905 abschloss. Im Anschluss daran trat er in den Diplomatischen Dienst ein und wirkte an den diplomatischen Vertretungen 1912 in Rom, 1913 bis 1915 in Istanbul sowie in Bern von 1918 bis 1920. 1923 bis 1924 war er Mitarbeiter der Botschaft in Paris sowie 1925 in Bukarest.
Kjosseiwanow war dann von 1926 bis 1931 Botschafter in Griechenland. Im Anschluss daran war er zwei Jahre Botschafter in Rumänien sowie dann von 1933 bis 1934 in Jugoslawien. Zuletzt war er von 1934 bis 1935 Hofmarschall von Zar Boris III.

### Minister und Ministerpräsident von 1935 bis 1940
Am 21. April 1935 wurde er von Ministerpräsident Andrei Toschew zum Außenminister ernannt.
Am 23. November 1935 wurde er als dessen Nachfolger zum Ministerpräsidenten ernannt. Als solcher war er bis zum 16. Februar 1940 im Amt und hatte damit nach Andrei Ljaptschew die längste Amtszeit der Nachkriegszeit. Während dieser Amtszeit hatte er auch das Amt des Außenministers weiter inne. 
Am 31. Juli 1938 unterzeichneten der griechische Ministerpräsident Ioannis Metaxas – stellvertretend für die Staaten der Balkanentente und Kjosseiwanow ein Abkommen, wonach Bulgarien keinen Rüstungsbegrenzungen mehr unterworfen ist und die entmilitarisierte Zone an der thrakischen Grenze wieder besetzen dürfe.
Kjosseiwanows Kabinett wurde weithin als völlig abhängig vom Zaren gesehen, der weitgehend diktatorisch regierte. Dennoch wurden 1938 die ersten Wahlen seit 1931 abgehalten sowie 1939 mehrere nationalsozialistische Gruppierungen an ihren Aktivitäten gehindert.
Nach dem Staatsstreich vom 9. September 1944 ging er ins Exil in die Schweiz.